# Leptostylis petiolata
Leptostylis petiolata là một loài thực vật có hoa trong họ Hồng xiêm. Loài này được Vink mô tả khoa học đầu tiên năm 1957.